# 심재
심재(沈梓, 1624년~1693년)는 조선 후기의 문신이다. 본관은 청송, 자는 문숙(文叔), 호는 양졸재(養拙齋)이다. 남인(南人) 과격파(탁남)의 선봉장으로, 권대운, 목내선 등과 가까웠다.

## 가계
선조와 광해군 때의 남인(南人) 대신 좌의정 심희수의 양자 심창(沈昶)의 손자이다. 심창(沈昶)은 심희수(沈喜壽)의 형 심창수(沈昌壽)의 아들이다.

## 생애
1654년(효종 5년) 식년문과에 급제하여 정자가 되고 1657년에 검열로 승진, 곧 정언을 거쳐 1660년에는 지평이 되었다. 현종 즉위 후 낭관으로 있으면서 지평, 서장관, 부수찬을 했고 지평, 부수찬, 수찬, 교리를 거쳐 다시 수찬, 교리, 부교리, 응교를 하다가 1667년에 승지가 되어 당상관에 오른다. 이후 우부승지로 있다가 1668년에는 경기도 관찰사로 외직에 나갔고 1670년에는 승지로 복귀한 뒤 대사간을 지냈다. 이후 대사간, 우부승지, 좌부승지 등을 거쳐서 우승지가 되었고 좌승지를 거쳐 호조참판이 되고 곧 도승지가 된다. 이후 대사간으로 부제조를 겸임하다가 경기도 관찰사로 외직에 나갔고 숙종 즉위 후 서인들이 실각하자 서인을 실각시키는 데 동조해서 도승지, 이조참판, 대사간 등을 두루 역임한다. 이후 부사로 청나라에 다녀왔고 계속해 대사간을 지내다가 경기도 관찰사로 다시 외직에 나갔지만 1680년 경신환국으로 쫓겨난다. 하지만 그의 능력을 알아본 서인 정권에 의해 특별히 발탁되어 도승지가 되었고 한성부우윤을 거쳐 다시 도승지, 대사간, 예조참판을 거쳐 초시 시관을 겸하며 과거를 주관하기도 했다. 이후 도승지를 하다가 공조판서가 되고 기사환국 이후 이조판서가 된다. 이후 민암의 측근이 되어 좌참찬, 대사헌을 하면서 관상감 제조를 겸했고 판의금부사로 지경연관사를 겸했다. 이후 판중추부사로 기로소(耆老所)에 들어갔다가 1693년에 사망한다. 하지만 1694년 갑술환국으로 관작이 추탈된다.

## 가계도
- 6대조부 : 심순문 (사헌부 장령, 증영의정)
  - 종현조부 : 심연원 (영의정, 청천부원군, 종묘배향공신)
    - 재종고조부 : 심강 (명종의 국구, 청릉부원군, 영돈녕부사, 증영의정)
      - 삼종증대고모 : 인순왕후
      - 삼종증대고모부 : 제13대 명종대왕
      - 삼종증조부 : 심의겸 (서인의 영수, 병조판서, 청양군)
      - 삼종증조부 : 심충겸 (병조판서, 청림군, 증좌찬성)

  - 종현조부 : 심달원 (승문원 판교, 기묘명현, 증이조판서)
    - 재종고조부 : 심전 (경기도 관찰사, 증영의정, 청파부원군)
      - 삼종증조부 : 심우승 (호조참판, 경기도 관찰사, 호성공신 2등, 증영의정, 청계부원군)

  - 현조부 : 심봉원 (동지돈녕부사, 증좌찬성)
    - 고조부 : 심건 (승문원 권지정자, 증영의정)
      - 증조부 : 심희수 (대제학, 좌의정)
        - 조부 : 심창 (심창수의 아들, 온양군수, 증이조판서)
          - 아버지 : 심유행 (사헌부 집의, 증좌찬성)
          - 어머니 : 증 정경부인 안동 권씨
            - 본인 :심재 (沈梓, 이조판서, 판의금부사, 판중추부사)
            - 부인 : 정경부인 광주 이씨 - 한음 이덕형의 증손녀
              - 아들 : 심최량 (沈最良, 판결사)
              - 며느리 : 안동 권씨 - 선조의 부마 동창위 권대항의 손녀
              - 아들 : 심중량 (沈仲良, 황해도 관찰사)
              - 며느리 : 정부인 전주 이씨 - 복창군 이정(福昌君 李楨)의 딸, 인평대군(효종의 동생)의 손녀, 인조의 증손녀
              - 아들 : 심계량 (沈季良, 승지)
              - 며느리 : 나주 정씨

      - 종증조부 : 심창수 (군기시 첨정, 증이조참판)
        - 재종조부 : 심욱 (병조참판)
        - 재종조부 : 심돈 (사헌부 감찰)
        - 재종조부 : 심창 (심희수에 입양됨, 온양군수, 증이조판서)
        - 재종조부 : 심훤 (흠곡현감)

  - 종현조부 : 심통원 (좌의정)
    - 재종고조부 : 심뇌 (청홍도 수군절도사, 평안도 병마절도사, 포도대장)

## 같이 보기
- 심희수
- 권대운
- 목내선
- 민암
- 경신환국
- 기사환국
- 이덕형
- 인평대군
- 복창군 이정